# كأس جبل طارق لكرة القدم 2015
كأس جبل طارق لكرة القدم 2015 هو موسم من كأس جبل طارق لكرة القدم. أقيم خلال الفترة 7 يناير 2015 وحتى 30 مايو 2014، وأشرف على تنظيمه اتحاد جبل طارق لكرة القدم، وكان عدد الأندية المشاركة فيه 24، وفاز فيه نادي لينكولن ريد إيمبس.

## النهائي
The final was played on 30 مايو 2015.
| فريق 1                 | نتيجة | فريق 2 |
| ---------------------- | ----- | ------ |
| نادي لينكولن ريد إيمبس | 4–1   | Lynx   |